# Орфанидис, Георгиос
Гео́ргиос Орфани́дис (греч. Γεώργιος Ορφανίδης; 1859, Измир, Айдын — 1942) — греческий стрелок, чемпион и призёр летних Олимпийских игр 1896.
На Играх 1896 года, Орфанидис участвовал во всех пяти дисциплинах. В армейской винтовке на 200 метров он занял пятое место с результатом 1698 очков. В армейской винтовке на 300 метров он стал победителем, показав 1583 очка. В армейском пистолете на 25 метров Орфанидис занял место между 6-й и 13-й позицией, и его точный результат неизвестен. В скоростном пистолете на 25 метров, получив 249 очков, он занял вторую позицию. И последнюю дисциплину, произвольный пистолет на 30 метров, он не смог закончить.
Через 10 лет, Орфанидис участвовал на неофициальных летних Олимпийских играх в Афинах. Он участвовал в десяти дисциплинах, но лучший его результат был в произвольном пистолете на 50 метров. Это соревнование он выиграл.
Ещё через два года, Орфанидис участвовал в летних Олимпийских играх в Лондоне, однако он не поднимался выше седьмого места во всех четырёх соревнованиях, в которых выступал.